# Athanasius Kircher
Athanasius Kircher (1602-1680) là một linh mục dòng Tên và nhà khoa học người Đức. Vào năm 1646, ông trở thành người đầu tiên chiếu hình ảnh lên màn hình khi ông dùng một ngọn nến, hoặc cũng có thể là một chiếc đèn dầu, để chiếu những hình ảnh vẽ bằng tay lên một tấm bình phong màu trắng Ông cùng với Raffeello Magiotti, Gasparo Berti, Niccolò Zucchi thực hiện thực hiện thí nghiệm cho ý tưởng về áp kế của Magiotti và Berti trong các năm 1639-1641. Ông còn cố gắng tìm lời giải cho chữ tượng hình Ai Cập, nhưng không thành công. Bên cạnh đó, ông còn viết một cuốn bách khoa toàn thư về Trung Quốc, quan tâm đến ngành địa chất học (núi lửa và hoá thạch), là một trong những người đầu tiên quan sát vi sinh vật qua kính hiển vi. Kircher cũng phát minh ra loa phóng thanh, các loại máy tự động, đồng hồ từ tính,... Ông thường được so sánh với Leonardo da Vinci về học vấn uyên bác trải dài trên nhiều lĩnh vực của mình.